# Benito Carbone
Pour les articles homonymes, voir Carbone (homonymie).
Benito Carbone né le 14 août 1971 à Bagnara Calabra en Italie, est un footballeur italien reconverti entraîneur.